# Edwin Moses
Edwin Corley Moses (* 31. srpna 1955, Dayton, Ohio) je bývalý americký atlet, dvojnásobný olympijský vítěz a dvojnásobný mistr světa v běhu na 400 metrů překážek.

## Kariéra
Na letních olympijských hrách 1976 v Montrealu zaběhl ve finále čtvrtku s překážkami v novém světovém rekordu 47,64 s. O čtyři roky později nestartoval na olympiádě v Moskvě. V roce 1984 vybojoval na letní olympiádě v Los Angeles druhou zlatou medaili (47,75 s). Druhý v cíli Američan Danny Harris ztratil na Mosesa 38 setin a bronzový Harald Schmid z NSR 44 setin. Pro bronzovou medaili si doběhl na letních hrách v jihokorejském Soulu v roce 1988.

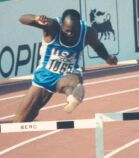
Edwin Moses (1987)

Na prvním ročníku Mistrovství světa v atletice v Helsinkách v roce 1983 získal zlatou medaili. Titul mistra světa obhájil na následujícím šampionátu v Římě 1987.
Čtyřikrát vytvořil světový rekord v běhu na 400 m překážek: 47,64 s (1976), 47,45 s (1977), 47,13 s (1980). Poslední světový rekord, jehož hodnota byla 47,02 s zaběhl 31. srpna 1983 v tehdy západoněmeckém Koblenzu. Dodnes se jedná o druhý nejrychlejší čas celé historie. Světový rekord drží od roku 1992 časem 46,78 Američan Kevin Young. Od 26. srpna 1977 do 4. června 1987 vyhrál celkem 122 závodů v řadě (z toho 107 finálových).
Složil olympijský slib jménem sportovců na olympijských hrách v Los Angeles v roce 1984.